# Alexander Schnitger

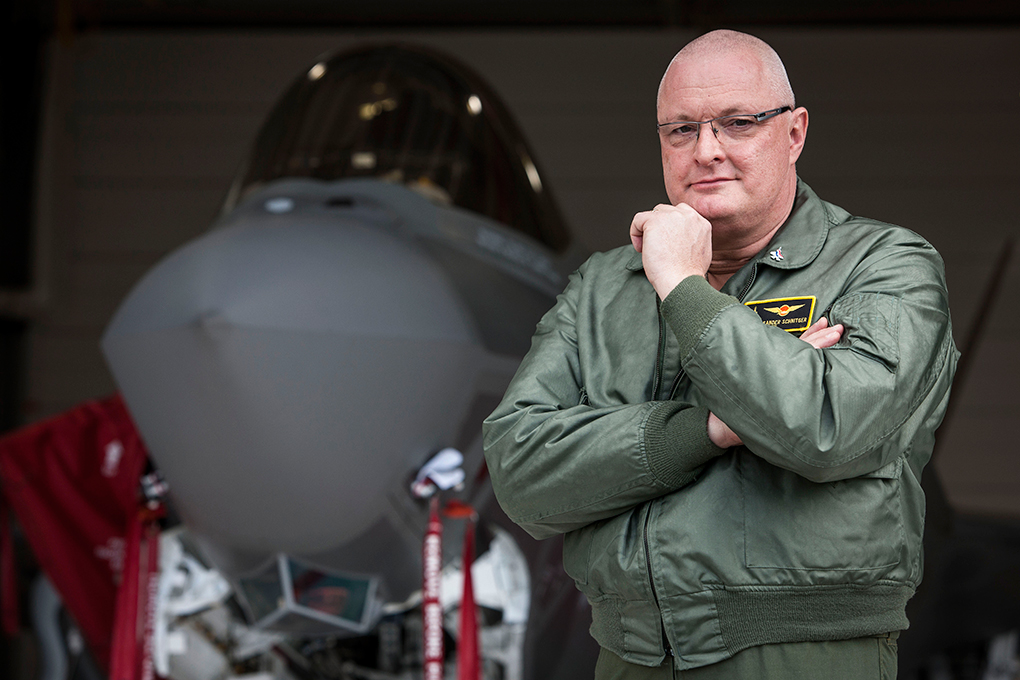
Generalleutnant Alexander Schnitger vor einem F-35 Jagdflugzeug

Alexander „Sander“ Schnitger (* 3. November 1958 in Rotterdam; † 27. Juni 2020) war ein niederländischer Generalleutnant, der von 2012 bis 2016 Befehlshaber der Königlichen Luftstreitkräfte war.

## Leben
Alexander Schnitgers militärische Karriere begann 1979 in Breda an der Koninklijke Militaire Academie, im Anschluss absolvierte er die Ausbildung zum Strahlflugzeugführer im Rahmen des Euro NATO Joint Jet Pilot Training (ENJJPT) auf der Sheppard Air Force Base in Texas. 1984 wurde er der 314 Squadron zugeteilt und flog zunächst das Muster Forthrop -5, 1988 war er zeitweise Formationsführer der Kunstflugformation „Double Dutch“ auf diesem Muster. 1990 schulte er auf die General Dynamics F-16 um und wurde gleichzeitig zur 312 Squadron auf dem Militärflugplatz Volkel bei Uden versetzt.
1992 ernannte man ihn zum Chef der 306 Squadron, einer Aufklärungsstaffel, ebenfalls in Volkel. Im Rahmen der Operation Deny Flight auf dem Balkan war er 1994 mit einem Teil seiner Staffel auf dem italienischen Fliegerhorst Villafranca stationiert. Nach seiner Rückkehr in die Niederlande wurde er Einsatzoffizier der 312 Squadron. 1995 wechselte er in den Stab der Luftstreitkräfte nach Den Haag, von August 1998 bis Juli 1999 absolvierte er den Stabsoffizierlehrgang (Hogere Staf Vorming) am Instituut Defensie Leergangen.
Im Anschluss wurde er zum Kommandeur der 315 Squadron in Volkel ernannt und zum Oberstleutnant befördert. Ein weiterer Auslandseinsatz folgte 1999 wiederum über dem Balkan, als Kommandeur eines gemeinsamen niederländisch-belgischen Kontingentes, das die F-16 über den ehemaligen Jugoslawien einsetzte. Als Basis diente dieses Mal der Fliegerhorst Amendola, ebenfalls in Italien.
2001 folgte wiederum eine Stabsverwendung, als Planer im Verteidigungsstab. 2004 ging er als Oberst nach Kalkar zum dortigen Combined Air Operations Center als Direktor für alle Operationen, die das Kommando befehligt. 2005 wurde er Kommandeur aller Einheiten auf dem Fliegerhorst Volkel, bevor er 2008 wiederum in den Stab der Luftstreitkräfte wechselte. Im Dezember 2009 wurde er zum Generalmajor ernannt und übernahm im März 2012 das Kommando über die Königlichen Luftstreitkräfte. 2016 übergab er das Kommando an Dennis Luyt.